# Greg Henderson
Pour les articles homonymes, voir Henderson.
Gregory "Greg" Henderson, né le 10 septembre 1976 à Dunedin, est un coureur cycliste néo-zélandais, professionnel de 2002 à 2017. Sur la piste, il devient champion du monde du scratch en 2004. Sur la route, il a remporté, entre autres, une étape du Tour d'Espagne 2009. Depuis 2017, il est directeur sportif de l'équipe nationale américaine dans le domaine de l'endurance.

## Biographie

### Carrière sur piste
La carrière d'Henderson commence sur la piste. En 1998, il remporte deux médailles de bronze aux Jeux du Commonwealth, à la course aux points et à la poursuite par équipes. La même année, il remporte le titre de Champion de Nouvelle-Zélande du contre-la-montre, puis trois titres de Champion de Nouvelle-Zélande sur piste l'année suivante. Ce seront les premiers d'une série de 17 titres. Il remporte également en 1999 ses deux premières manches de Coupe du monde, en poursuite par équipes, puis deux nouvelles en 2000. Il est alors nommé pour la première fois cycliste néo-zélandais de l'année sur piste. 
En 2001, Henderson participe aux Goodwill Games, où il remporte la course aux points et l'américaine. Vainqueur de deux nouvelles manches de Coupe du monde, en poursuite par équipes et en course aux points, il est à nouveau cycliste néo-zélandais de l'année sur piste. 
Pour sa deuxième participation aux Jeux du Commonwealth à Manchester en 2002, Henderson remporte le titre de la course aux points, et la médaille de bronze en poursuite par équipes. Il remporte à nouveau deux manches de Coupe du monde et est désigné pour la troisième fois cycliste néo-zélandais de l'année sur piste. 
Après une nouvelle victoire en Coupe du monde en 2003, Henderson réussit en 2004 la meilleure performance de sa carrière sur piste, remportant le titre de Champion du monde de la course scratch à Melbourne. Il participe alors aux Jeux olympiques d'Athènes, où il manque de peu une médaille sur la course aux points, qu'il termine quatrième. 
Les apparitions d'Henderson sur piste à partir de 2004 se font plus rares, mais il participe tout de même aux Jeux olympiques à Pékin, où il prend la dixième place de la course aux points et de l'américaine. 

### Carrière sur route
Parallèlement au cyclisme sur piste, Henderson poursuit ses études et obtient un diplôme d'éducation physique de l'Université d'Otago. Puis il fait partie de plusieurs équipes sur route, 7 Up-Nutra Fig en 2002, puis l'équipe américaine devient 7 Up-Maxxis en 2003. Avec cette équipe, Henderson remporte au fil des années neuf étapes du Tour de Southland, une épreuve par étapes néo-zélandaises. 
À partir de 2005, Henderson se consacre plus largement à la route, ce qui lui permet d'obtenir plusieurs victoires sur les classiques américaines du mois de juin. Il remporte ainsi le Wachovia Invitational en 2005, puis la Reading Classic et le Wachovia USPRO Championship en 2006. Grâce à ces succès, il est engagé dans l'équipe allemande de premier plan T-Mobile. 
Avec cette nouvelle équipe, Henderson réalise un bon début de saison. Il termine cinquième du Tour du Qatar et se place bien dans les sprints du Tour de Californie. Mais sa découverte des courses européennes n'est pas un grand succès, d'autant plus qu'il est souvent utilisé comme poisson-pilote pour les autres sprinteurs de l'équipe. C'est donc sur le sol américain qu'Henderson remporte ses premiers succès avec cette équipe, sur le Tour de Géorgie 2008. Il y remporte deux étapes au sprint, et porte deux jours le maillot de leader. 
En 2009, Henderson réussit son meilleur début de saison sur route. Il remporte sa première victoire en Europe, la Clásica de Almería, puis participe au Tour de Murcie. Il termine deuxième de la 1re étape, puis remporte la 2e, ce qui lui permet de porter le maillot de leader, qu'il abandonne le lendemain dans le contre la montre à son coéquipier František Raboň.  Il obtient le plus grand succès de sa carrière lorsqu'il remporte la troisième étape du Tour d'Espagne 2009 lors d'un sprint massif. Henderson faisait partie de l'équipe Columbia-HTC en tant que poisson-pilote pour son coéquipier André Greipel, mais a pris sa propre chance après avoir perdu son sprinteur durant les dernières mètres. 

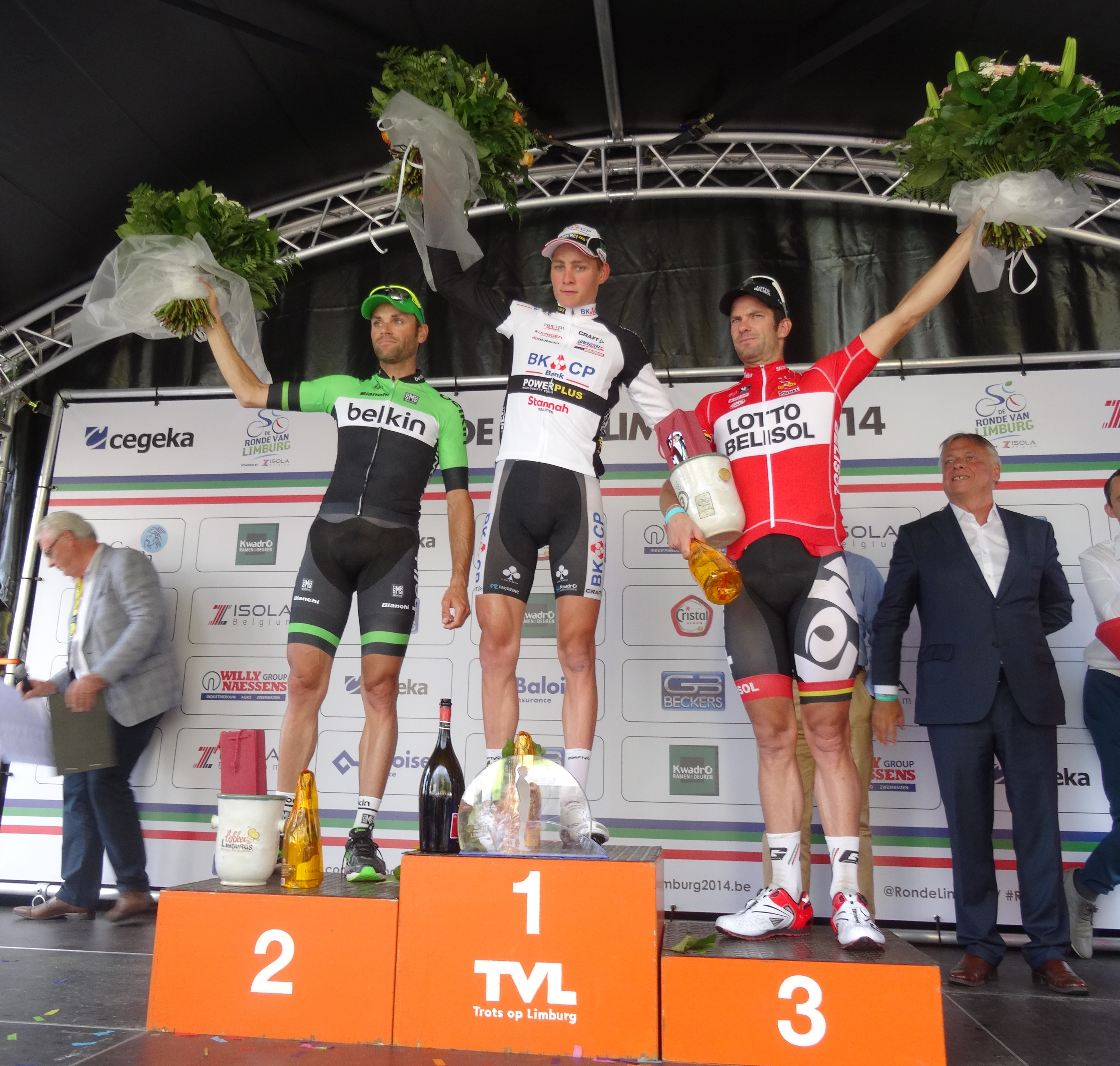
Podium de l'édition 2014 du Tour du Limbourg : Paul Martens (3e), Mathieu van der Poel (1er) et Greg Henderson (3e).

En 2010, il s'engage dans l'équipe britannique Sky. Il commence la saison en prenant la troisième place du Tour Down Under. Il glane ensuite quelques victoires sur Paris-Nice, le Ster Elektrotoer, l'Eneco Tour et le Tour de Grande-Bretagne.
En 2011, il remporte la deuxième étape de Paris-Nice devant Matthew Goss et Denis Galimzyanov. En mai, il remporte la troisième étape du Tour de Californie. Il rejoint en 2012 l'équipe belge Lotto-Belisol où il suit son sprinteur André Greipel.

À la fin de la saison 2014, le contrat qui le lie à son employeur est prolongé pour l'année suivante. Il prolonge de nouveau son engagement avec Lotto-Soudal fin 2015. Jusqu'en 2016, il sert de poisson pilote pour André Greipel.
En 2017, il rejoint à l'équipe américaine UnitedHealthcare. En août de cette année, il participe à sa dernière course lors de la Colorado Classic. 

### Reconversion
Depuis 2014, il travaille comme entraîneur. Il entraîne notamment Rudy Barbier depuis fin 2019.
En 2017, après sa carrière de coureur, il devient directeur sportif de l'équipe nationale américaine d'endurance. 

### Vie privée
Il s'est marié à la cycliste australienne Katie Mactier et vivait à Gérone. En 2009, le couple annonce la naissance d'une fille. En 2017, Mactier et Henderson vivent avec leurs deux enfants à Boulder (Colorado), aux États-Unis. 

## Palmarès sur route et classements mondiaux

### Palmarès
| - 1996 - Champion de Nouvelle-Zélande du contre-la-montre - 1997 - Champion de Nouvelle-Zélande du contre-la-montre espoirs - 1998 - Champion de Nouvelle-Zélande du contre-la-montre espoirs - 1999 - Champion de Nouvelle-Zélande du critérium - 3e et 10e étapes du Tour de Wellington - 2000 - 2e étape du Tour de Wellington - 2e du championnat de Nouvelle-Zélande sur route - 2e du championnat de Nouvelle-Zélande du contre-la-montre - 2001 - Champion de Nouvelle-Zélande du critérium - 5e étape de la Jayco Bay Classic - Tour de l'Ohio - 2003 - Main Divide Cycle Race - 3e étape de la Gateway Cup - 7e étape du Tour de Southland - Tour of Botany - 3e de la Gateway Cup - 2004 - Champion de Nouvelle-Zélande du critérium - Historic Roswell Criterium - Bellin Health De Pere Classic - New York City Championship - 13e étape de l'International Cycling Classic - 8e et 10e étapes du Tour de Southland - 2005 - Champion de Nouvelle-Zélande du critérium - 1re étape du Tri-Peaks Challenge Arkansas - Lancaster Classic - 12e étape de l'International Cycling Classic - 2e et 7e étapes du Tour de Toona - Manhattan Beach Grand Prix - Grafton to Inverell Classic - 4e, 9e et 10e étapes du Tour de Southland - 3e du Tri-Peaks Challenge Arkansas - 2006 - 1re étape de la Jayco Bay Classic - 7e étape du Tour de Wellington - 5e étape de la Mount Hood Cycling Classic - Reading Classic - Commerce Bank International Championship - 2e étape du Nature Valley Grand Prix - Prologue du Tour de Jamaïque - 14e étape de l'International Cycling Classic - 3eb étape du Tour de Southland - 2e de la Jayco Bay Classic - 2e du Nature Valley Grand Prix - 2e du Manhattan Beach Grand Prix - 3e de l'USA Cycling National Racing Calendar | - 2008 - 3e et 7e étapes du Tour de Géorgie - 2009 - Clásica de Almería - 2e étape du Tour de Murcie - 6e étape du Tour de Catalogne - 3e étape du Tour d'Espagne - 2e du Philadelphia International Championship - 2010 - 2e étape de la Jayco Bay Classic - Cancer Council Helpline Classic - 1re étape de Paris-Nice - 3e étape du Ster Elektrotoer - 4e étape de l'Eneco Tour - 2e étape du Tour de Grande-Bretagne - 4e et 9e étapes du Tour de Southland - 2e de la Jayco Bay Classic - 3e du Tour Down Under - 3e du Tour de Grande-Bretagne - 2011 - 2e étape de Paris-Nice - 3e étape du Tour de Californie - 2e du championnat de Nouvelle-Zélande sur route - 3e du championnat de Nouvelle-Zélande du contre-la-montre - 3e de Paris-Bourges - 2012 - 1re étape de la Jayco Bay Classic - 2013 - 2e de la Jayco Bay Classic - 3e de la People Choice's Classic - 2014 - 3e étape du Ster ZLM Toer - 3e du Tour du Limbourg - 2015 - 4e étape de la Mitchelton Bay Classic - 2e de la Mitchelton Bay Classic |  |

### Résultat sur les grands tours

#### Tour de France
5 participations
- 2012 : 124e
- 2013 : 162e
- 2014 : abandon (4e étape)
- 2015 : non-partant (7e étape)
- 2016 : 155e

#### Tour d'Italie
3 participations
- 2007 : abandon (10e étape)
- 2010 : 88e
- 2015 : non-partant (14e étape)

#### Tour d'Espagne
3 participations
- 2009 : 123e, vainqueur de la 3e étape
- 2013 : abandon (14e étape)
- 2014 : 133e

### Classements mondiaux
| Année                  | 2009 | 2010 | 2011 | 2012 | 2013 | 2014 | 2015 |
| ---------------------- | ---- | ---- | ---- | ---- | ---- | ---- | ---- |
| Calendrier mondial UCI | 112e | 53e  |      |      |      |      |      |
| UCI World Tour         |      |      | 144e | 221e | nc   | 172e | nc   |

## Palmarès sur piste

### Jeux olympiques
- Athènes 2004
  - 4e de la course aux points
  - 7e de l'américaine
- Pékin 2008
  - 10e de la course aux points
  - 10e de l'américaine

### Championnats du monde
- Stuttgart 2003
  -  Médaillé d'argent de l'américaine
- Melbourne 2004
  -  Champion du monde de scratch
- Los Angeles 2005
  -  Médaillé d'argent du scratch
  - 6e de la course aux points

### Coupe du monde
- 1995
  - 2e de la poursuite par équipes à Quito
- 1999
  - 2e de la poursuite par équipes à Mexico
  - 3e de l'américaine à Mexico
- 2000
  - 1er de la poursuite par équipes à Cali
  - 1er de la poursuite par équipes à Ipoh
  - 2e de l'américaine à Cali
- 2001
  - 1er de la course aux points à Cali
  - 1er de la poursuite par équipes à Cali (avec Hayden Godfrey)
- 2002
  - 1er de l'américaine à Sydney (avec Hayden Godfrey)
  - 1er de la poursuite par équipes à Sydney (avec Hayden Godfrey)
  - 3e de la course aux points à Sydney
- 2003
  - 1er du scratch à Sydney
  - 3e de la course aux points à Sydney
- 2004
  - 2e du scratch à Aguascalientes
- 2004-2005
  - 1er de la poursuite par équipes à Sydney (avec Jason Allen, Hayden Godfrey et Marc Ryan)
  - 3e du scratch à Sydney
- 2006-2007
  - 2e de la course aux points à Sydney
- 2007-2008
  - 1er de la course aux points à Sydney

### Goodwill Games
- 2001
  -  Médaillé d'or de la course aux points
  -  Médaillé d'or de l'américaine

### Jeux du Commonwealth
- 1998
  -  Médaillé de bronze de la course aux points
  -  Médaillé de bronze de la poursuite par équipes
- Manchester 2002
  -  Médaillé d'or de la course aux points
  -  Médaillé de bronze de la poursuite par équipes

### Jeux d'Océanie
- 2006
  -  Médaillé d'or de la course aux points
  -  Médaillé d'or du scratch

### Championnats d'Océanie
- 2007
  -  Champion d'Océanie de l'américaine (avec Hayden Roulston)
  -  Médaillé d'argent de la course aux points
  -  Médaillé d'argent du scratch

### Championnats de Nouvelle-Zélande
- 1999
  - Champion de Nouvelle-Zélande de course aux points
  -  Champion de Nouvelle-Zélande de poursuite par équipes
- 2000
  -  Champion de Nouvelle-Zélande de poursuite par équipes
- 2001
  -  Champion de Nouvelle-Zélande de course aux points
- 2003
  -  Champion de Nouvelle-Zélande de l'américaine
- 2006
  -  Champion de Nouvelle-Zélande de course aux points

## Distinctions
- Coureur cycliste sur piste néo-zélandais de l'année : 2000, 2001 et 2002.